# Saltkällan
Saltkällan är en ort i Foss socken i Munkedals kommun i Bohuslän belägen vid Saltkällefjorden och vid E6:an söder om Munkedal. Den klassades som småort av Statistiska centralbyrån år 1990.